# Stictopisthus flaviceps
Stictopisthus flaviceps är en stekelart som först beskrevs av Léon Abel Provancher 1879.  Stictopisthus flaviceps ingår i släktet Stictopisthus och familjen brokparasitsteklar. Inga underarter finns listade i Catalogue of Life.